# Lironville
Lironville település Franciaországban, Meurthe-et-Moselle megyében. Lakosainak száma 131 fő (2022. január 1.). Lironville Limey-Remenauville, Mamey, Manonville, Martincourt és Noviant-aux-Prés községekkel határos.

## Népesség
A település népességének változása:
| Lakosok száma | 110  | 84   | 95   | 105  | 125  | 127  | 129  | 131  | 132  | 131  |
|               | 1968 | 1982 | 1990 | 2006 | 2013 | 2015 | 2017 | 2019 | 2020 | 2022 |